# Примарна нитка
«Примарна нитка» (англ. Phantom Thread) — американський мелодраматичний фільм 2017 року, поставлений режисером Полом Томасом Андерсоном з Денієлом Дей-Льюїсом у головній ролі. Прем'єра стрічки відбулася в Нью-Йорку 11 грудня 2017-го, та вийшла в американський кінопрокат 25 грудня 2017-го. Фільм був номінований на премію «Оскар» 2018 року в шести категоріях, включаючи «Найкращий фільм», «Найкращий режисер» та «Найкращий актор». Також він номінувався на премію «Золотий глобус» у категоріях за найкращу чоловічу роль у драмі та найкращу музику до фільму, а також був номінований у 4-х категоріях на премію BAFTA Британської кіноакадемії за 2017 рік, включаючи «Найкращий актор у головній ролі» (Денієл Дей-Льюїс), «Найкраща жіноча роль другого плану» та «Найкраща музика до фільму» (Джонні Ґрінвуд) .

## Сюжет
Дія стрічки розгортається в гламурному повоєнному Лондоні 1950-х. Відомий нью-йоркський модельєр Рейнолдс Вудкок (Денієл Дей-Льюїс) та його сестра Сиріл (Леслі Менвілл) опиняються в центрі британського світу мод — вони створюють для членів королівської родини, кінозірок, багатійок, світських акул, старлеток і літніх господинь одяг із неповторним стилем «Дому Вудкоків». Сам Рейнольдс, будучи переконаним холостяком, знаходить натхнення у близьких стосунках з жінками.
Існування Вудкока було абсолютно безтурботним до тих пір, поки в його життя не увійшла Альма (Вікі Кріпс) — повна сил та ентузіазму дівчина, яка незабаром стає його коханою і музою. Близькість з чарівною Альмою дарує кутюр'є щастя і повноту життя, проте незабаром Вудкок починає усвідомлювати, що сильні почуття до фатальної красуні ламають його контрольоване, ретельно сплановане та змайстроване життя, завдяки якому він і домагався успіхів до знайомства з нею. Зміни в житті знаменитого модельєра тим більше дивовижні, що його знали як дуже складну та вкрай вимогливу людину.

## У ролях
| • Вікі Кріпс       | … | Альма           |
| • Денієл Дей-Льюїс | … | Рейнолдс Вудкок |
| • Леслі Менвілл    | … | Сиріл           |
| • Сью Кларк        | … | Бідді           |
| • Джоан Браун      | … | Нана            |
| • Гаррієт Лейч     | … | Піппа           |
| • Дайна Ніколсон   | … | Ельза           |
| • Джулі Дак        | … | Ірма            |
| • Меріенн Фрост    | … | Вінн            |
| • Еллі Бенкс       | … | Еллі            |

## Знімальна група
- Автор сценарію — Пол Томас Андерсон
- Режисер-постановник — Пол Томас Андерсон
- Продюсери — Пол Томас Андерсон, Меган Еллісон, Деніел Лупі, Джоенн Селлар
- Виконавчі продюсери — Челсі Барнард, Пітер Геслоп, Адам Сомнер
- Оператор — Пол Томас Андерсон
- Композитор — Джонні Грінвуд
- Монтаж — Ділан Тіченор
- Художник-постановник — Марк Тілдеслі
- Художник з костюмів — Марк Бріджес
- Художник-декоратор — Вероніка Мелері
- Артдиректори — Кріс Пітерс, Деніс Шнегг, Адам Сквайрс
- Підбір акторів — Кассандра Кулукундіс

## Нагороди та номінації
| Кінофестиваль/Кінопремія                 | Рік        | Категорія                                    | Номінант(и)                    | Результат | Дж    |
| ---------------------------------------- | ---------- | -------------------------------------------- | ------------------------------ | --------- | ----- |
| Бостонська онлайн Асоціація кінокритиків | 2017       | Найкращий режисер                            | Пол Томас Андерсон             | Перемога  |       |
| Бостонська онлайн Асоціація кінокритиків | 2017       | Найкраща музика до фільму                    | Джонні Грінвуд                 | Перемога  |       |
| Бостонська онлайн Асоціація кінокритиків | 2017       | Десять найкращих фільмів року                | Примарна нитка                 | 5-е місце |       |
| Бостонська асоціація кінокритиків        | 2017       | Найкращий фільм                              | Примарна нитка                 | Перемога  |       |
| Бостонська асоціація кінокритиків        | 2017       | Найкращий режисер                            | Пол Томас Андерсон             | Перемога  |       |
| Бостонська асоціація кінокритиків        | 2017       | Найкраща акторка                             | вікі Кріпс                     | Номінація |       |
| Бостонська асоціація кінокритиків        | 2017       | Найкращий музика до фільму                   | Джонні Грінвуд                 | Перемога  |       |
| Асоціація кінокритиків Чикаго            | 2017       | Найкращий актор                              | Деніел Дей-Льюїс               | Номінація |       |
| Асоціація кінокритиків Чикаго            | 2017       | Найкраща акторка                             | Вікі Кріпс                     | Номінація |       |
| Асоціація кінокритиків Чикаго            | 2017       | Найкраща акторка другого плану               | Леслі Менвілл                  | Номінація |       |
| Асоціація кінокритиків Чикаго            | 2017       | Найкращий оригінальний сценарій              | Пол Томас Андерсон             | Номінація |       |
| Асоціація кінокритиків Чикаго            | 2017       | Найкраща оригінальна музика до фільму        | Джонні Грінвуд                 | Перемога  |       |
| Асоціація кінокритиків Чикаго            | 2017       | Найкраща оформлення фільму                   | Найкраща оформлення фільму     | Номінація |       |
| Асоціація кінокритиків Лос-Анджелеса     | 2017       | Найкраща музика                              | Джонні Грінвуд                 | Перемога  |       |
| Національна рада кінокритиків США        | 2017       | ТОП фільмів                                  | Примарна нитка                 | Перемога  |       |
| Національна рада кінокритиків США        | 2017       | Найкращий оригінальний сценарій              | Пол Томас Андерсон             | Перемога  |       |
| Спільнота кінокритиків Нью-Йорка         | 2017       | Найкращий сценарій                           | Пол Томас Андерсон             | Перемога  |       |
| Нью-Йоркські кінокритики онлайн          | 2017       | ТОП фільмів року                             | Примарна нитка                 | Перемога  |       |
| Спільнота кінокритиків Філадельфії       | 2017       | Найкращий актор                              | Деніел Дей-Льюїс               | Перемога  |       |
| Спільнота кінокритиків Сан-Дієго         | 2017       | Найкращий дизайн костюмів                    | Макр Бріджес                   | Перемога  |       |
| Спільнота кінокритиків Сан-Франциско     | 2017       | Найкраща акторка другого плану               | Леслі Менвілл                  | Номінація |       |
| Спільнота кінокритиків Сан-Франциско     | 2017       | Найкраща оригінальна музика до фільму        | Джонні Грінвуд                 | Перемога  |       |
| Спільнота кінокритиків Сан-Франциско     | 2017       | Найкраще оформлення фільму                   | Марк Тілдеслі                  | Номінація |       |
| Асоціація кінокритиків Торонто           | 2017       | Найкращий фільм                              | Примарна нитка                 | Номінація |       |
| Асоціація кінокритиків Торонто           | 2017       | Найкращий режисер                            | Пол Томас Андерсон             | Номінація |       |
| Асоціація кінокритиків Торонто           | 2017       | Найкращий актор                              | Деніел Дей-Льюїс               | Перемога  |       |
| Асоціація кінокритиків Торонто           | 2017       | Найкраща акторка другого плану               | Леслі Менвілл                  | Номінація |       |
| Асоціація телевізійних кінокритиків      | 2018       | Найкращий актор                              | Деніел Дей-Льюїс               | Номінація |       |
| Асоціація телевізійних кінокритиків      | 2018       | Найкраща музика до фільму                    | Джонні Грінвуд                 | Номінація |       |
| Асоціація телевізійних кінокритиків      | 2018       | Найкраща робота художнє оформлення фільму    | Марк Тілдеслі, Вероніка Мелері | Номінація |       |
| Асоціація телевізійних кінокритиків      | 2018       | Найкращий дизайн костюмів                    | Марк Бріджес                   | Перемога  |       |
| Премія AACTA                             | 2018       | Найкращий актор головної ролі                | Деніел Дей-Льюїс               | Номінація |       |
| Премія BAFTA                             | 18.02.2018 | Найкращий актор головної ролі                | Деніел Дей-Льюїс               | Номінація |       |
| Премія BAFTA                             | 18.02.2018 | Найкраща акторка другого плану               | Леслі Менвілл                  | Номінація |       |
| Премія BAFTA                             | 18.02.2018 | Найкраща оригінальна музика                  | Джонні Грінвуд                 | Номінація |       |
| Премія BAFTA                             | 18.02.2018 | Найкращий дизайн костюмів                    | Марк Бріджес                   | Перемога  |       |
| Премія «Золотий глобус»                  | 7.01.2018  | Найкраща чоловіча роль (драма)               | Деніел Дей-Льюїс               | Номінація |       |
| Премія «Золотий глобус»                  | 7.01.2018  | Найкраща оригінальна музика — художній фільм | Джонні Грінвуд                 | Номінація |       |
| Лондонське коло кінокритиків             | 2018       | Найкращий фільм року                         | Примарна нитка                 | Номінація |       |
| Лондонське коло кінокритиків             | 2018       | Найкращий актор року                         | Деніел Дей-Льюїс               | Номінація |       |
| Лондонське коло кінокритиків             | 2018       | Найкраща акторка другого плану року          | Леслі Менвілл                  | Перемога  |       |
| Лондонське коло кінокритиків             | 2018       | Найкращий сценарій року                      | Пол Томас Андерсон             | Номінація |       |
| Лондонське коло кінокритиків             | 2018       | Найкращий британський/ірландський актор року | Деніел Дей-Льюїс               | Номінація |       |
| Лондонське коло кінокритиків             | 2018       | Найкращий технічний внесок року              | марк Бріджес (костюми)         | Номінація |       |
| Премія «Оскар»                           | 4.03.2018  | Найкращий фільм року                         | Примарна нитка                 | Номінація | [ 4 ] |
| Премія «Оскар»                           | 4.03.2018  | Найкраща режисерська робота                  | Пол Томас Андерсон             | Номінація | [ 4 ] |
| Премія «Оскар»                           | 4.03.2018  | Найкраща чоловіча роль                       | Деніел Дей-Льюїс               | Номінація | [ 4 ] |
| Премія «Оскар»                           | 4.03.2018  | Найкраща жіноча роль другого плану           | Леслі Менвілл                  | Номінація | [ 4 ] |
| Премія «Оскар»                           | 4.03.2018  | Найкраща музика                              | Джонні Грінвуд                 | Номінація | [ 4 ] |
| Премія «Оскар»                           | 4.03.2018  | Найкращий дизайн костюмів                    | Марк Бріджес                   | Перемога  | [ 4 ] |
| Національна спілка кінокритиків США      | 2018       | Найкращий фільм                              | Примарна нитка                 | 3-є місце |       |
| Національна спілка кінокритиків США      | 2018       | Найкращий режисер                            | Пол Томас Андерсон             | 2-е місце |       |
| Національна спілка кінокритиків США      | 2018       | Найкращий актор                              | Деніел Дей-Льюїс               | 2-е місце |       |
| Національна спілка кінокритиків США      | 2018       | Найкраща акторка другого плану               | Леслі Менвілл                  | 2-е місце |       |
| Національна спілка кінокритиків США      | 2018       | Найкращий сценарій                           | Пол Томас Андерсон             | 3-є місце |       |
| Премія «Давид ді Донателло»              | 27.03.2019 | Найкращий іноземний фільм                    | Примарна нитка                 | Номінація | [ 9 ] |

## Додаткові факти про фільм
Прототипом головного героя стрічки став відомий кутюр'є Чарльз Джеймс, який народився в Англії в 1906 році. Батьки спробували прищепити нащадкові звички аристократа, але Чарльз, досягнувши 20-річного віку, вважав за краще вирушити до Чикаго, де відкрив магазин капелюхів власної роботи.
Виконавець ролі Рейнолдса Вудкока Денієл Дей-Льюїс, який працював над фільмом «Примарна нитка» з відомою британською актрисою Леслі Менвілл, офіційно заявив, що стрічка Пола Андерсона стане останньою в його кар'єрі.